# SpaceX CRS-5
SpaceX CRS-5 eller SpX-5 är en flygning av företaget SpaceX:s rymdfarkost Dragon. Farkosten sköts upp med en Falcon 9-raket, den 10 januari 2015. Farkosten dockades med Internationella rymdstationen den 12 januari 2015. Ombord fanns olika typer av förnödenheter och utrusning.
Efter att ha varit dockad till stationen i några veckor lastades farkosten med prover och utrustning som skulle återföras till jorden.
Farkosten lämnade rymdstationen den 10 februari 2015, några timmar senare återinträdde den i jordens atmosfär och landade i Stilla havet.
Efter att Falcon 9-raketens första steg gjort sitt jobb lyckades man nästan landa det på en pråm ute på Atlanten. Raketsteget totalförstördes.

### Fotnoter
1. ↑  ”NASA Space Science Data Coordinated Archive” (på engelska). NASA. https://nssdc.gsfc.nasa.gov/nmc/spacecraft/display.action?id=2015-001A. Läst 2 mars 2020.
2. ↑  Manned Astronautics - Figures & Facts Arkiverad 5 oktober 2015 hämtat från the Wayback Machine., läst 23 juli 2016.